# Міньївоярська група
Міньївоярська група — культурна група ранньої середньокам'яної доби на півночі Сіверодонеччини.

## Пам'ятки
Група виділена на основі матеріальної культури верхнього шару ранньо-середньокам'яної стоянки в урочищі Міньївський Яр. Стоянка положена біля села Богородичне Слов'янського району Донецької області, на лівому мисі Миньївського Яру, у самого русла Сіверського Дінця.
Аналогії комплексу крем'яних виробів Міньївського Яру на Сіверському Дінці обмаль. До пам'яток, щр були виявлені у 1920-их роках Н. В. Сібілевим (1926—1930) до міньївоярського типу відносяться біля сіл Вікнине (ліквідоване село) та Сніжківка в Ізюмському районі Харківської області.

## Кам'яна індустрія

### Міньївський Яр
Мікроліти у комплексі Міньївського Яру відсутні, що відрізняє його від південного середньокам'яного краю України.
Техніка відламування кременю й склад знарядь тут носять явно відламково-макролітичний характер, де навіть скребки та різці виготовлялися з відламкових заготовок. Серед знахідок Міньївського Яру переважають відламки (пластини відламковий показник тут дуже низький 0,65). Багато відламків мають сліди жовнової кірки; в шарі виявлено близько 20 розбитих жовен.

## Культурна належність
Своєрідність комплексу знахідок Міньївського Яру полягає в переважанні відламкової заготовки при виготовленні знарядь праці, а також наявність окопоподібних сокир (виявлено три). Вони дуже близькі до подібних виробів з Народичів, нобельського пам'ятників Волині та Кормані у Середній Наддністрянщині.
В цілому міньївоярські артефакти відрізняються винятковою архаїчністю, що виділяє їх серед пам'яток інших культурно-генетичних циклів України: шан-кобинсько-білоліського, осокорівсько-рогалицького, нобельсько-смячкинського та інших.
На культуру Міньївського Яру, безсумнівно, накладає відбиток сам характер пам'ятника, що по-суті є майстернею виготовлення крем'яних знарядь, Наявність тут добрих зразків окопоподібних сокир і відсутність мікролітичної технології та мікролітів, безумовно, вказує на особливу ранньо-середньокам'яну культуру.

## Походження
У питанні походження міньївоярської групи, а також близьких до них стоянок народицької групи, ще багато нез'ясованого.
Не виключено, що в основі культури лежать місцеві пізньодавньокам'яні пам'ятки з відламковою індустрією типу Покровщина-7 на Подесенні, або Довгиничі-Збронек на Овруччині, що відносяться до кола культур відламно-макролітичного шляху розвитку Східної Європи. До них цих культур відносяться Стрілецька й Городцівська стоянки у Костенках, Сунгир на Володимирщині та інші. У цьому випадку міньївоярська культура є найбільш чистом випадком розвитку пізньодавньокам'яної місцевої культури.
Народицька група на відміну від міньївоярської отримала помітні зовнішні від нобельської групи, а також від мікролітичних культур не стільки південних, але, ймовірно, балтійських типу Маглемозе-Дювензее та Олдеелоек-Кобрино.
Отже міньївоярська група належить до північного лісостепового й поліського кола середньокам'яних культур з мікро-макролітичними артефактами з наявністю вістрів на пластинах, — до стоянок оселівского, нобельського, смячкинського, народицького типів.